# ATP Challenger Quanzhou
Das ATP Challenger Quanzhou (offizieller Name: International Challenger Quanzhou) war ein 2017 einmalig ausgetragenes Tennisturnier in Quanzhou, China. Es war Teil der ATP Challenger Tour und wurde im Freien auf Hartplatz ausgetragen.

## Liste der Sieger

### Einzel
| Jahr | Sieger          | Finalgegner       | Ergebnis   |
| ---- | --------------- | ----------------- | ---------- |
| 2017 | Thomas Fabbiano | Matteo Berrettini | 7:65, 7:67 |

### Doppel
| Jahr | Sieger                          | Finalgegner                    | Ergebnis         |
| ---- | ------------------------------- | ------------------------------ | ---------------- |
| 2017 | Hsieh Cheng-peng Peng Hsien-yin | Andre Begemann Aljaksandr Bury | 3:6, 6:4, [10:7] |